# Не ставьте Лешему капканы…
«Не ста́вьте Ле́шему капка́ны…» (1981) — художественный фильм Владимира Саруханова. По мотивам повести А. Керина и Анатолия Чмыхало «Леший выходит на связь».

## Сюжет
Хакасия, 1920-е годы. Несмотря на разгром банды Соловьёва (о котором рассказывается в фильме «Конец императора тайги»), у Советской власти ещё остаются враги. Чекист Сыгда Кирбижеков внедряется в банду атамана Игнатьева под легендой бывшего колчаковца. Ложно обвинённый в убийстве, Сыгда уходит в тайгу, и скоро появляется таинственный Чисайна (Леший), защитник народа от наследника Игнатьева — Турки.

## В ролях
- Саттар Дикамбаев — Сыгда (Леший)
- Иногам Адылов — Аднак
- Айтурган Темирова — Тайка
- Юрий Назаров — Заруднев
- Ульмас Алиходжаев — Турка
- Георгий Назаренко — Матвей
- Анатолий Игнатьев — Игнатьев
- Владимир Смирнов — Михаил Дятлов
- Нина Саруханова — Таня Тюрикова
- Данута Столярская — Ольга Николаевна
- Асанкул Куттубаев — старик

## Съёмки
Съёмки фильма происходили в селе Большие Сыры и в городе Абаза.

## Критика
Критик В. Вишняков отметил, что в фильме не происходит серьёзной борьбы, поскольку противник главного героя оказывается слабаком. Тайна личности загадочного главного героя легко разрешается: «появляется его старый знакомый… и недоразумение разрешено».